# H-Logic
《H-Logic》은 대한민국의 여자 가수 이효리의 네 번째 정규 음반이다. 2010년 4월 12일 엠넷미디어를 통해 발매되었다. 타이틀곡은 "Chitty Chitty Bang Bang"으로 발매 전, 음반의 수록곡 〈그네〉를 선공개해 많은 관심을 모았다.
이효리는 이 음반을 통해 김지웅과 함께 공동 프로듀서라는 이름으로 올렸고, 싱어송라이터로써 변신을 하려고 했지만, 음반 수록곡 절반가량이 표절로 확인되어 평론가들로부터 혹독한 악평을 받았다.
하지만 차트 성적은 인기가요와 많은 음원 사이트에서 1위를 하는 등 인기를 얻기도 했다.

## 평가
H-Logic은 처음 발매되었을 때에는 이효리가 처음으로 프로듀서로써 참여했다는 점과 음반의 완성도, 새로운 시도 등으로 많은 호평을 받았지만, 6월 20일 이효리 자신의 팬카페에 표절을 인정하고 나서는 바로 많은 대중들이 비난의 목소리로 바뀌었다. 표절 인정 직후 대중들의 반응은 두 가지로 엇갈렸는데, 하나의 반응은 이효리가 책임을 져야한다는 의견이였고, 또다른 반응은 이효리도 피해자라는 의견이였다.
대부분의 평가 위원들로부터 평가할 가치도 없는 음반이라는 질타를 받았다. 음악 평가 사이트 이즘의 한동윤은 타이틀 곡 "Chitty Chitty Bang Bang"을 평가하였는데, 음악은 그저그렇다는 평을 내놓으면서 "많은 사람에게 친근한 구조로 대중성을 획득한 것은 좋게 포장하면 명민한 판단이라고 할 수 있겠지만 이렇게 자랑을 서슴없이 늘어놓을 정도로 재기 넘쳐 보이지는 않는다"라고 하였다. 또한 대중음악 평론가들이 투표로 선정하는 평가에서 이효리의 이 음반은 4표를 얻으며 압도적인 워스트가 되었는데, 한 평론가가 말하길 “앨범 수록곡 절반 가까이가 표절, 아니 번안곡들이니 더 이상 언급할 가치가 없다”라며 냉혹한 평론을 내놓았고, 또 다른 평론가는 “프로듀서까지 하며 음악인이 되고 싶었던 이효리가 표절 파문으로 추락했다”라고 말했다. 한편 대한민국의 가수 신해철은 표절사건이 아니라 사기사건이라며 이효리의 행동을 지지하고 나섰는데, 신해철은 기자들과의 자리에서 "이효리 문제는 표절사건이 아니라 유명 대중가수가 사기를 당한 사건이다. (바누스는) 문서조작까지 하며 고의적으로 사기를 쳤다. 이는 지금까지 쭉 논의 해오던 표절과 매락이 다르다"라고 주장하였고, 또한 
| “ | "대중음악 아티스트들이 기획사 권력의 노예가 된 후 대중과 말하는 것이 금지됐다. 제작자가 대신 말하고 이티스트는 인형으로 전락했다. 이런 상황에서 아이돌 출신인 이효리가 직접 자신의 실수를 인정했다는 것, 대중들이 이효리의 목소리를 직접 들었다는 것은 큰 의미다. 이 정도 되면 기특한 마음에 선배로써 후배를 도와주고 싶어진다". | ” |

라고 주장하기도 했지만, 여전한 이효리의 책임문제에 대해서는 이효리가 "다음 앨범을 더 잘 만드는 것"이라고 말하였다. 이 사건으로 인해 대한민국 가요계의 프로듀싱 시스템에 비판이 제기되기도 했는데, 한 가요계 관계자는 기획사가 엔터테이너를 양성하는 시스템이여서 독단적으로 컨셉을 정해줘 가수에게 지시하거나, 가수 역량과는 상관없이 프로듀서로 이름을 올려 이미지를 사용하는 경우도 적지 않다며 문제점을 지적하였다. 2010년 7월 21일 방영된 KBS의 《추적 60분》에서 대중문화평론가 강명석은 이효리에 대해 “이번 앨범에서 이효리에 대한 ‘프로듀서’로서의 비판이 가능하다”며 “부끄러운 줄 알아야 하고 표절에 대해 책임져야 한다”라고 강하기 비판하기도 했다. 또한 싱가포르는 언론매체 '롄허자오빠오'를 통해 이 사건을 보도하기도 하였다.

## 트랙 리스트
1. I'm Back
2. Love Sign (Feat. 상추 of 마이티 마우스)
3. Chitty Chitty Bang Bang (Feat. Ceejay)
4. Feel The Same
5. Bring It Back (Feat. 베카, 전지윤)
6. Highlight (Feat. Bizzy)
7. 그네 (Feat. 개리)
8. Scandal
9. 100 Percent
10. Want Me Back
11. How Did We Get (Feat. 대성 of BIGBANG)
12. So Cold
13. Get 2 Know (Feat. Double K)
14. MEMORY (Feat. Bizzy)

## 차트
| 차트(2010)             | Chitty Chitty Bang Bang | 그네 | Bring It Back |
| ---------------------- | ----------------------- | ---- | ------------- |
| 가온 디지털 차트       | 1                       | 1    | 18            |
| 가온 온라인 차트       | 1                       | 98   | 76            |
| 가온 모바일            | 4                       | 25   | 59            |
| SBS 인기가요 뮤티즌 송 | 1                       | -    | -             |
| KBS 뮤직뱅크 K-차트    | 2                       | 11   | -             |

| 차트(2010)                | Chitty Chitty Bang Bang | 그네 |
| ------------------------- | ----------------------- | ---- |
| 가온 디지털 종합 차트     | 42                      | 164  |
| 가온 온라인 스트리밍 차트 | 57                      | -    |
| 가온 온라인 다운로드      | 33                      | 136  |
| KBS 뮤직뱅크 K-차트       | 18                      | -    |

## 음반 판매량
| 기준       | 판매량 | 누적 판매량 | 순위 |
| ---------- | ------ | ----------- | ---- |
| 2010년 4월 | 17,451 | 17,451      | 2    |
| 2010년 5월 | 543    | 17,994      | -    |
| 누적       | 17,994 | 17,994      | -    |